# Lava flow (programação)
No jargão de programação de computadores, lava flow é um problema no qual o código de computação escrito sob condições abaixo do ideal é colocado em produção e adicionado enquanto ainda está em um estado de desenvolvimento. Frequentemente, colocar o sistema em produção resulta na necessidade de manter a compatibilidade com versões anteriores (como muitos componentes adicionais dependem agora dele) com o projeto original e incompleto.
Mudanças na equipe de desenvolvimento trabalhando em um projeto geralmente agrava os lava flows. À medida que os trabalhadores entram e saem do projeto, o conhecimento da finalidade dos aspectos do sistema pode ser perdido. Em vez de limpar esses fragmentos, os trabalhadores subsequentes trabalham em torno deles, aumentando a complexidade e a confusão do sistema.
Lava flow é considerado um anti-pattern, um fenômeno comumente encontrado que leva a um design ruim.